# Estación de Badalona
Badalona es una estación de Adif, en la línea R1 de Rodalies Renfe de Barcelona situada en la línea de playa del municipio homónimo, concretamente en Plaça de Roca i Pi.
La estación está en la línea del Maresme en el tramo Barcelona-Mataró, el primero que se abrió en la España peninsular. Es estación de cercanías desde que se creó la red, y no tiene ningún otro servicio ferroviario.
Está previsto que a largo plazo la línea 1 del Metro de Barcelona pueda prolongarse hasta aquí en una segunda fase. La estación de metro se podría llamar Badalona Est.
| << cabecera                    | < estación            | línea   | estación > | cabecera >>                                           |
| ------------------------------ | --------------------- | ------- | ---------- | ----------------------------------------------------- |
| Rodalies de Catalunya de Renfe |                       |         |            |                                                       |
| Molins de Rey Hospitalet       | Sant Adrià de Besòs   |         | Montgat    | Mataró Arenys de Mar Calella Blanes Massanet-Massanas |
| Hospitalet                     | Sant Adrià de Besòs   |         | Montgat    | Figueras Port-Bou                                     |
| Metro                          |                       |         |            |                                                       |
| Hospital de Bellvitge          | Badalona Pompeu Fabra | (20xx?) | terminal   | terminal                                              |
| 1.                             |                       |         |            |                                                       |

- Datos: Q1979884
- Multimedia: Badalona train station / Q1979884